# Hydrocotyle confusa
Hydrocotyle confusa là một loài thực vật có hoa trong Họ Cuồng. Loài này được H.Wolff mô tả khoa học đầu tiên năm 1927.